# Galium turgaicum
Galium turgaicum  (лат.) — вид двудольных растений рода Подмаренник (Galium) семейства Мареновые (Rubiaceae). Растение впервые описано российским ботаником М. С. Князевым в 2003 году.

## Распространение
Эндемик Казахстана.

## Ботаническое описание
Гемикриптофит.
Наиболее близок виду Подмаренник восьмилистный (Galium octonarium).